# Vinaninony Nord
Vinaninony Nord – gmina (kaominina) na Madagaskarze, w regionie Vakinankaratra, w dystrykcie Faratsiho. W 2001 roku zamieszkana była przez 8456 osób. Siedzibę administracyjną stanowi Vinaninony Nord.
Przez obszar gminy przebiega droga krajowa. Na jej obszarze funkcjonują m.in. szkoła pierwszego stopnia, szkoła drugiego stopnia pierwszego cyklu. 49% mieszkańców trudni się rolnictwem, 46% pracuje w sektorze hodowlanym oraz 5% w usługach. Produktami o największym znaczeniu żywnościowym są ryż, kukurydza i ziemniaki. Odsetek rolników używających nawozów sztucznych przekracza 75%.
Gmina położona jest w całorocznej strefie czasowej UTC+03:00.